# 이정식 (정치학자)
이정식(李庭植, Chong-Sik Lee, 1931년 7월 30일~2021년 8월 17일)은 대한민국의 역사학자, 정치학자이다. 한국근현대사 및 한국 사회주의운동사등 분야를 주로 다룬다.
1931년 평안남도 안주에서 출생하였고 1933년 만주로 이주하였다가 1948년 북한으로 귀국, 서울로 피난했다.
6.25 전쟁 중 미군장교들의 도움으로 미국에 유학하여 1954년 캘리포니아대학교 LA 캠퍼스(UCLA) 정치학과에 입학하여 졸업한 뒤, 캘리포니아대학교 버클리 캠퍼스(UC Berkeley)의 R.스칼라피노 교수의 조수가 되어 그의 지도를 받아 '한국의 민족주의운동사'(1963년)를 발표했다.
1974년 '한국공산주의운동사'(1973년)로 정치 및 국제문제 최고 저작에 수여하는 미 정치학회 우드로 윌슨 파운데이션 상을 수상했다.
미국 펜실베니아대학교, 연세대학교, 경희대학교 교수를 지냈다.

## 주요 저서
- <김규식의 생애>(신구문화사, 1974)
- <한국민족주의의 정치학>(한밭출판사, 1982)
- <조선노동당 약사> 김성환 옮김(서울: 이론과 실천, 1986)
- <한국공산주의 운동사> 스칼라피노, 이정식 공저, 한홍구 옮김(서울: 돌베개, 1986-1987)
- <초대 대통령 이승만의 청년시절>(서울: 동아일보사, 2002) ISBN 9788970902586
- <구한말의 개혁 독립 투사 서재필>(서울: 서울대학교 출판부, 2003) ISBN 9788952104076
- <이승만 의 구한말 개혁 운동 : 급진주의에서 기독교 입국론 으로>(대전: 배재대학교 출판부, 2005) ISBN 9788987036472
- <대한민국의 기원: 해방전후 한반도 국제 정세와 민족 지도자 4인의 정치적 궤적>(서울: 일조각, 2006)
- <여운형 - 시대와 사상을 초월한 융화주의자>(서울: 서울대학교 출판부, 2008) ISBN 9788952108661
- 이정식, "해방3년사 연구의 새로운 방향," <남북한 정부수립 과정 비교, 1945-1948> 이철순 펴냄(고양: 인간사랑, 2010) ISBN 9788974180065
- <이정식 자서전 - 만주 벌판의 소년 가장, 아이비리그 교수 되다> 일조각 2020-08-25
- The Korean Nationalist Movement, 1905-1945. Ph. D. Dissertation in Political Science, University of California, 1961.
- The Politics of Korean Nationalism. Berkeley: University of California Press, 1965.
- Counterinsurgency in Manchuria: The Japanese Experience, 1931-1940. Santa Monica, Calif: Rand Corporation, 1967.
- Scalapino, Robert A., and Chong-Sik Lee. Communism in Korea. Berkeley: University of California Press, 1972.
- Materials on Korean Communism: 1945 - 1947. Honolulu: Univ. of Hawaii, 1977.
- The Korean Workers' Party: A Short History. Stanford, California: Hoover Institution Press, 1978.
- Revolutionary Struggle in Manchuria: Chinese Communism and Soviet Interest, 1922-1945. Berkeley: Univ. of California Press, 1983. ISBN 9780520043756
- Japan and Korea: The Political Dimension. Stanford, Calif: Hoover Institution Press, Stanford University, 1985. ISBN 9780817981815
- Lee, Chong-Sik, and Michael Langford. Korea, Land of the Morning Calm. New York, N.Y.: Universe Books, 1988. ISBN 9780876636930
- In Search of a New Order in East Asia. Berkeley, Calif: Institute of East Asian Studies, University of California, 1991. ISBN 9781557290281
- Korea Briefing, 1990. Boulder: Asia Society, 1991. ISBN 9780813380100
- Syngman Rhee: The Prison Years of a Young Radical. Seoul: Yonsei University Press, 2001. ISBN 9788971415368
- Park Chung-Hee: from poverty to power. Seoul: Kyung Hee University Press, 2013. ISBN 9788982224461